# Shake Señora
„Shake Señora” – singel Pitbulla z gościnnym udziałem T-Paina, Ludacrisa i Seana Paula, wydany w 2011 roku.

## Notowania na listach przebojów
| Kraj              | Lista (2011/2012)    | Najwyższa pozycja |
| ----------------- | -------------------- | ----------------- |
| Kanada            | Canadian Hot 100     | 33                |
| Nowa Zelandia     | Top 40 Singles       | 40                |
| Stany Zjednoczone | US Billboard Hot 100 | 69                |